# Delia Derbyshire
Delia Ann Derbyshire, rođena 5. svibnja 1937. u Coventryju, umrla 3. srpnja 2001. u Northamptonu, bila je engleska glazbenica i skladateljica elektroničke glazbe. 
Delia Derbyshire se pokušala zaposliti u Decca Records 1959., ali nije uspjela jer ova diskografska kuća nije htjela zapošljavati žene u svojim studijima. Umjesto toga počela je raditi za BBC 1960. Najpoznatija je po svojoj produkciji naslovne glazbe za britansku znanstvenofantastičnu TV-seriju Doctor Who i za svoj rad sa zvučnim efektima u BBC Radiophonic Workshop.